# Дым (фильм)
«Дым» (англ. Smoke) — кинофильм режиссёра Уэйна Вана, вышедший на экраны в 1995 году. В прокате картина собрала 8 000 000 долларов в США и 30 000 000 долларов в других странах.

## Сюжет
Фильм состоит из пяти коротких глав, каждая из которых названа именем её героя. Пять людей, пять судеб переплетаются в сладком дыме грез, образуя ту ткань, из которой и состоит наша жизнь. Это рассеянный писатель Пол, потерявший жену. Он часто заходит за сигарами к Огги, имеющему странную привычку фотографировать угол Третьей улицы и Седьмой авеню.
Рассеянного романиста спасает из-под колес семнадцатилетний парень, убежавший из дома, так как за ним гонится банда, чьи деньги он прикарманил.

## В ролях
| Актёр              | Роль                |
| ------------------ | ------------------- |
| Харви Кейтель      | Августус «Огги» Рен |
| Уильям Хёрт        | Пол Бенджамин       |
| Гарольд Перрино    | Томас «Рашид» Коул  |
| Стокард Чэннинг    | Руби Макнатт        |
| Форест Уитакер     | Коул                |
| Джанкарло Эспозито | Томми               |
| Хосе Суньига       | Джерри              |
| Стивен Геведон     | Дэннис              |
| Джаред Харрис      | Джимми Роуз         |
| Дэниэл Остер       | книжный вор         |
| Дирдри О’Коннелл   | Сью, официантка     |
| Виктор Арго        | Винни               |
| Мишель Хёрст       | тетя Эм             |
| Эшли Джадд         | Фелисити            |
| Малик Йоба         | The Creeper         |
| Мэри Б. Уорд       | Эйприл Ли           |

## Награды и номинации
- 1995 — участие в конкурсной программе Берлинского кинофестиваля, где лента получила специальный приз жюри (Уэйн Ван, Харви Кейтель).
- 1995 — приз зрительских симпатий на кинофестивале в Локарно.
- 1995 — попадание в список 10 лучших фильмов года по версии Национального совета кинокритиков США.
- 1996 — премия «Роберт» за лучший иностранный фильм.
- 1996 — премия MTV Movie Awards за лучший сэндвич в кино.
- 1996 — премия Deutscher Filmpreis за лучший иностранный фильм.
- 1996 — премия Бодиль за лучший американский фильм (Уэйн Ван, Пол Остер).
- 1996 — премия «Независимый дух» за лучший дебютный сценарий (Пол Остер), а также номинация в категории «Лучшая мужская роль второго плана» (Гарольд Перрино).
- 1996 — премия Давид ди Донателло в категории «Лучший иностранный актёр» (Харви Кейтель), а также номинация в категории «Лучший иностранный фильм».
- 1996 — номинация на премию «Серебряная лента» в категории «Лучший иностранный режиссёр» (Уэйн Ван, Пол Остер).
- 1996 — номинация на премию «Сезар» за лучший фильм на иностранном языке (Уэйн Ван, Пол Остер).
- 1996 — номинация на премию Chlotrudis Awards за лучшую мужскую роль (Харви Кейтель).
- 1996 — номинация на премию Гильдии киноактёров США за лучшую женскую роль второго плана (Стокард Чэннинг).
- 1998 — премия Ассоциации кинокритиков Аргентины за лучший иностранный фильм.

## Отзывы
Фильм получил положительные отзывы кинокритиков. На сайте «Rotten Tomatoes» положительными оказались 93 % рецензий.